# Helixe Games
Helixe Games war ein Entwicklungsstudio des US-amerikanischen Softwareunternehmens THQ mit Sitz in Burlington (Massachusetts, USA), das sich exklusiv auf die Entwicklung von Videospielen für Nintendos mobile Spiele-Handhelds Game Boy Advance und Nintendo DS konzentrierte.
Helixe Games wurde im Juli 2000 von Rafael Baptista und Kurt Bickenbach gegründet, die zuvor 3D-Spiele für den PC entwickelten. Seit der Gründung wuchs das Studio stetig und bestand zuletzt aus drei Entwicklungs-Teams. Zu den Mitarbeitern bei Helixe gehörten unter anderem Dave Konieczny, Jeff Dixon, Chris Bruser, Gareth Hinds und Christopher D. White. Baptista verließ das Unternehmen im Jahr 2003.
Unter anderem entwickelten sie mehrere Videospiel-Umsetzungen von Pixar-Animationsfilmen wie etwa Ratatouille oder Cars für tragbare Spielkonsolen. Bereits die ersten fünf entwickelten Spiele verkauften sich weltweit über 1,3 Millionen Mal, insgesamt wurden über 4 Millionen Spiele verkauft.
In den Develop 100, einer von der englischen Entertainment and Leisure Software Publishers Association und Chart-Track aufgestellten Liste der erfolgreichsten Spieleunternehmen, erreichte Helixe im Jahr 2006 den 86. Platz, im Jahr 2007 sogar Platz 47. Zu beachten ist, dass diese Liste ausschließlich auf Videospielverkäufen im Vereinigten Königreich basiert.
Helixe wurde Anfang November 2008, genau wie vier weitere THQ-Entwicklungsstudios, aus wirtschaftlichen Gründen geschlossen. Mehrere der ehemaligen Helixe-Mitarbeiter gründeten danach das Bostoner Entwicklerstudio DoubleTap Games, das Spiele für den Nintendo DS entwickeln wird.

## Spielegeschichte
- Rocket Power: Dream Scheme (2001)
- Wild Thornberrys: Chimp Chase (2001)
- Scooby-Doo: The Movie (2002)
- Rocket Power: Beach Bandits (2002)
- Star Wars: The New Droid Army (2002)
- Fairly Odd Parents: Breakin' Da Rules (2003)
- Jimmy Neutron: Jet Fusion (2003)
- Tak and the Power of JuJu (2003)
- Fairly Odd Parents: Shadow Showdown (2004)
- Tak 2: Staff of Dreams (2004)
- The Incredibles: Rise of the Underminer (2004)
- Cars (2006)
- Ratatouille Food Frenzy (2007)
- Wall-E (2008)
- de Blob (2008)